# 漢達島

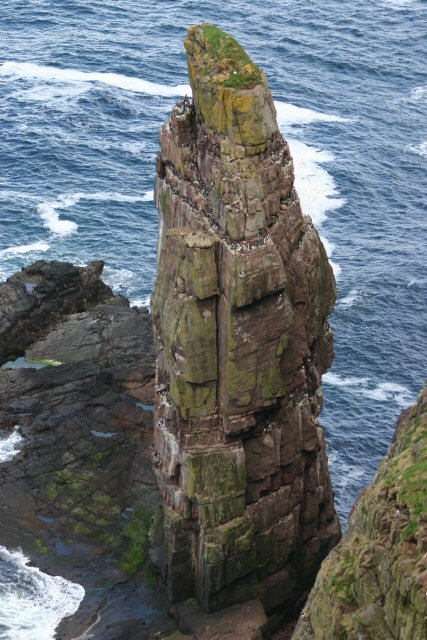

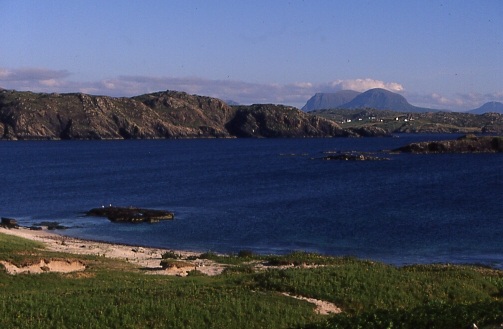

漢達島是蘇格蘭的島嶼，位於大西洋海域，屬於英倫諸島的一部分，長2.5公里、寬1.8公里，面積3.08平方公里，最高點海拔高度123米，島上無人居住。

## 外部連結
- Scottish Wildlife Trust - Handa Island （页面存档备份，存于）
- More information and photos （页面存档备份，存于） at the Handa Island Skua Project

58°22′51″N 5°11′11″W / 58.38083°N 5.18639°W